# Jarosław Szczepankiewicz
Jarosław Roman Szczepankiewicz (ur. 1962) – polski urzędnik służby cywilnej, dyplomata; ambasador RP w Etiopii (2008–2012) i chargé d’affaires na Filipinach (2018–2024).

## Życiorys
W 1987 uzyskał stopień magistra na kierunku filozofii indyjskiej i filozofii teoretycznej Katolickiego Uniwersytetu Lubelskiego. W 1993 zakończył studia w Narodowym Instytucie Języków i Kultur Wschodu we Francji. Następnie zaś studium integracji europejskiej w Krajowej Szkole Administracji Publicznej, współorganizowane z Wyższą Narodową Szkołą Administracji Publicznej w Strasburgu, a także XI Uniwersytet Paryski na kierunku prawo – ekonomia – zarządzanie, gdzie uzyskał dyplom wyższych studiów specjalistycznych – dyplomacja i administracja organizacji międzynarodowych. Posiada również certyfikat ukończenia kursu prawa międzynarodowego publicznego Akademii Prawa Międzynarodowego w Hadze.
Pracę w Ministerstwie Spraw Zagranicznych podjął w 1998 w charakterze głównego specjalisty w Departamencie Integracji Europejskiej, a następnie w Departamencie Promocji, pełniąc funkcję naczelnika wydziału. Pełnił także funkcję sekretarza Rady Promocji Polski. Od 2008 do 6 sierpnia 2012 ambasador RP w Etiopii, akredytowany także w Dżibuti oraz przy Unii Afrykańskiej. Po powrocie pracował w Departamencie Afryki i Bliskiego Wschodu. W 2017 przeszedł do Departamentu Konsularnego. Od 2018 do 2024 kierował jako chargé d’affaires reaktywowaną placówką w Manili.
Włada językami: angielskim i francuskim.